# Strage di Grugliasco e Collegno
La strage di Collegno e Grugliasco è stato un eccidio nazista compiuto il 30 aprile 1945 dagli uomini della 34ª Infanterie-Division e della 5. Gebirgs-Division contro civili e partigiani del posto, cui seguì il giorno successivo la ritorsione partigiana sui prigionieri di guerra della 2ª Divisione granatieri "Littorio".

## Gli avvenimenti
I responsabili della strage facevano parte della 34. Infanterie-Division del generale Hans Schlemmer. Questa divisione, già combattente sul fronte orientale, contava su circa 12000 uomini ed in Italia era di stanza in Liguria. Il suo scopo era di ritirarsi in patria in seguito alla disfatta nazista in Italia.
Con l'esercito tedesco ormai prossimo alla resa e la città di Torino ormai liberata dai partigiani, la colonna doveva congiungersi a Stupinigi con la Alpenjäger "Gambus" per poi ritirarsi aggirando il capoluogo piemontese per cercare di raggiungere il Brennero. Durante la ritirata questa divisione si macchiò di gravi crimini contro le popolazioni locali. Solo in Piemonte uccise oltre 300 persone.
Gli eccidi più feroci si ebbero tra i paesi di Grugliasco e Collegno, nel torinese.
Il 30 aprile 1945, secondo alcune versioni i partigiani sappisti e quindi il CLN, che controllavano il territorio, avrebbero permesso il passaggio ai tedeschi, per evitare attacchi o rappresaglie sulla popolazione.
Mentre la colonna della divisione transitava per la città i partigiani, in seguito a provocazioni e spari in aria, il comandante dei partigiani di Grugliasco ordinò di aprire il fuoco sulla colonna uccidendo sette tedeschi. I tedeschi reagirono occupando la cittadina, catturando alcuni civili e liberando 55 prigionieri quasi tutti della Divisione granatieri "Littorio" custoditi nella locale sede della GIL. Nel corso di questi fatti i nazisti uccisero tredici persone tra partigiani e civili. 
Lasciata Grugliasco la colonna nazista raggiunse la vicina cittadina di Collegno. In seguito ad una sparatoria con la resistenza locale, i tedeschi assaltarono un fabbricato, un tempo sede della GIL. Qui rinvennero i corpi del tenente colonnello Fritz Olt e dell'ufficiale Alexander Krumm. I comandi tedeschi ordinarono così una seconda rappresaglia e 54 persone, dopo essere state portate fuori da Collegno, vennero suddivise in tre gruppi e assassinate.
L'epilogo, però, avvenne il 1º maggio quando un ragazzino di tredici anni, Romano Dellera, usato come ostaggio dai tedeschi, fu giustiziato e abbandonato nel cimitero di Rivoli. Molte altre vittime furono giovani ragazzi.
Alla strage seguì la ritorsione partigiana e 29 giovanissimi militi della Repubblica sociale appena liberati dai tedeschi ma che avevano deciso di non accodarsi alla colonna in ritirata, furono prelevati dal luogo di detenzione e fucilati. Secondo una testimonianza riportata dallo storico Bruno Maida nel suo "Prigionieri della memoria" i ventinove militi repubblichini furono condotti all'interno del cortile della GIL e subito uccisi a fucilate.
La 34ª divisione nel frattempo puntò verso Venaria Reale ed il 3 maggio si arrese alle truppe alleate giunte, nel frattempo, a Torino.

## Onorificenze
Ad entrambe le città è stata conferita la "Medaglia d'Argento al merito civile" per "il tributo di sangue innocente pagato nella liberazione del Paese dal nazi-fascismo e per l'offesa inferta dall'odio dei perdenti a questa comunità".